# Onthophagus eliptaminus
Onthophagus eliptaminus là một loài bọ cánh cứng trong họ Bọ hung (Scarabaeidae).